# Adam Fergusson
Adam Fergusson (Adelaide, 12 ottobre 1974) è un pilota motociclistico australiano ritiratosi dall'attività agonistica.

## Carriera
Concorrente fisso nel campionato australiano superbike, nel 2000 partecipa come wild card al gran premio di casa in sella a una Honda del team Mobil Honda Racing, classificandosi quarto a due secondi dal podio. Nel mondiale a fine stagione è 24º con 13 punti.
Dopo questa prima gara mondiale, l'anno successivo viene ingaggiato come pilota sostitutivo dal team tedesco Alpha Technik Castrol Honda a partire dalla seconda gara di campionato, dopo che la prima gara venne corsa del pilota titolare Alex Gobert (anch'esso australiano). Alla sua prima uscita con il team, nella gara di casa, ottiene il secondo posto a due secondi da Kevin Curtain, in un podio tutto australiano, che viene completato da Andrew Pitt. A seguito di questo buon inizio, nelle tre gare successive non riesce a ottenere punti, salvo poi riuscire a ottenere un altro secondo posto al Lausitzring, dove curiosamente il podio è di nuovo tutto australiano con Curtain vincitore e Pitt terzo. Dopo questo secondo podio, riesce a ottenere punti in altre tre gare, e a fine campionato si classifica 15º con 49 punti.
Dopo la stagione 2001, Fergusson si ritrova senza una sella per il 2002 vista la non partecipazione del team al mondiale. In conseguenza, torna a competere nel campionato australiano superbike e partecipa come wild card al gran premio di casa sulla Suzuki GSX-R600 del team Cooper Racing, dove si ritira al nono giro e così non conquista punti validi per la classifica mondiale. 
Nel 2004 ha vinto entrambi i campionati di Superbike e Supersport australiani, diventando anche il primo a riuscire in tale impresa.

## Risultati nel mondiale Supersport
| 2000 | Moto  |   |  |  |  |  |  |  |  |  |  |  |  | Punti | Pos. |
| ---- | ----- | - |  |  |  |  |  |  |  |  |  |  |  | ----- | ---- |
| 2000 | Honda | 4 |  |  |  |  |  |  |  |  |  |  |  | 13    | 24º  |

| 2001 | Moto  |  |   |     |    |    |   |     |    |    |    |    |  | Punti | Pos. |
| ---- | ----- |  | - | --- | -- | -- | - | --- | -- | -- | -- | -- |  | ----- | ---- |
| 2001 | Honda |  | 2 | Rit | 19 | 20 | 2 | Rit | 15 | 10 | 14 | 16 |  | 49    | 15º  |

| 2002 | Moto   |  |     |  |  |  |  |  |  |  |  |  |  | Punti | Pos. |
| ---- | ------ |  | --- |  |  |  |  |  |  |  |  |  |  | ----- | ---- |
| 2002 | Suzuki |  | Rit |  |  |  |  |  |  |  |  |  |  | 0     |      |

| Legenda | 1º posto        | 2º posto            | 3º posto           | A punti      | Senza punti        | Grassetto – Pole position Corsivo – Giro più veloce |
| Legenda | Gara non valida | Non qual./Non part. | Ritirato/Non class | Squalificato | '-' Dato non disp. | Grassetto – Pole position Corsivo – Giro più veloce |